# Arge
Arge é um gênero de traça pertencente à família Arctiidae.